# Тулубайкопа
Тулубайкопа (Толубайкопа, Толыбайкопа; каз. Толыбайқопа) — пресное озеро в Житикаринском районе Костанайской области Казахстана. Находится примерно в 4 км к западу от села Приречное.
Площадь поверхности озера составляет 6 км². Наибольшая длина озера — 3,6 км, наибольшая ширина — 3 км. Длина береговой линии составляет 10 км.